# Batavus Prorace
A Tour de Frise (em neerlandês : Profronde van Friesland ; em frísia ocidental : Profronde van Fryslân) é uma competição de ciclismo neerlandesa disputada em Frísia. Foi inaugurada em 2004 baixo o nome de Noord Nederland Tour (em português : Volta do Norte dos Países Baixos), em categoria 1.3. Em 2005, integrou o UCI Europe Tour, em categoria 1.1. Depois mudou de nome em duas ocasiões, que se chamam Profronde van Friesland em 2007 depois Batavus Prorace em 2008.

## Palmarés
| Ano  | Vencedor           | Segundo         | Terceiro        |
| ---- | ------------------ | --------------- | --------------- |
| 2004 | 22 corredores      | 22 corredores   | 22 corredores   |
| 2005 | Stefan van Dijk    | Steven de Jongh | Marco Bos       |
| 2006 | Aart Vierhouten    | Mathew Hayman   | Roy Curvers     |
| 2007 | Maarten den Bakker | Roy Curvers     | Arne Hassink    |
| 2008 | Gert Steegmans     | Marcel Sieberg  | Stefan van Dijk |
| 2009 | Kenny van Hummel   | Maarten Neyens  | Bart Van Heule  |
| 2010 | Markus Eichler     | Bram Schmitz    | Wouter Mol      |